# 新北捷運深坑線
深坑線は新北市政府捷運工程局が建設を計画をしている新北捷運のライトレール。計画では動物園駅より深坑区を東進し、蔣渭水高速公路石碇サービスエリアに至る路線となっている。

## 概要
本計画は2009年に作成された「深坑地区設置捷運系統可行性研究」に基づく。
ただし中華民国交通部は想定される交通量が不足することから、路線を建設する基準に達していないと回答をした。このため、新北市政府は2012年～2013年に再び深坑地区設置捷運系統路線及場站初步規画及周辺土地整体開発計画を作成。2014年4月に路線建設の可能性に対する研究報告を交通部に行い、審議を依頼した。

## 沿革
- 1996年8月17日 - 台北県議員が台北市政府に対し、木柵線の深坑延伸について検討を要請した。
- 2006年 - 台北県政府が深坑郷にて公聴会を開いた。
- 2008年 - 台北県政府が深坑郷にて説明会を開いた。
- 2009年 - 台北県政府は「深坑地區設置捷運系統可行性研究」を提出し、交通部に検討を要請した[2]。
- 2010年 - 交通部は県政府が提出した計画に対し「需要が不足しており、路線建設に値しない。県政府はバスなどを使い、まず県民に公共交通機関利用の習慣をつけさせ、公共交通機関の利用率をあげる事を提案する」と回答した[3]。
- 2010年6月 - 「新北市願景規画公共論壇」中に、将来の「深坑BRT計画路線」として木柵動物園から深坑老街へ至る経路が提示された。
- 2011年初頭 - 新北市政府交通局は「深坑BRT計画総合規格案」を交通部に提出した。
- 2011年7月 - 交通部は「BRTを設置した場合の潜在的な輸送量が基準に達していないので，プロジェクトを承認できない」と回答した。
- 2014年1月3日 - 新北市政府捷運工程処が深坑区公所にて説明会を開く。
- 2014年4月9日 - 委託研究案の審議を交通部に依頼[4]。
- 2016年3月21日 - 新北市政府捷運工程局は当路線を地上・高架混合のライトレールとした実現可能性調査修正報告書を交通部に提出[5]。
- 2022年12月8日 - 交通部でF/S（実現可能性調査）報告の審査が通過[6]。

## 計画路線
| 駅番号 | 駅名       | 駅名         | 駅名                                | 接続路線・備考                              | 所在地 | 所在地 |
| 駅番号 | 日本語     | 繁体字中国語 | 英語                                | 接続路線・備考                              | 所在地 | 所在地 |
| ------ | ---------- | ------------ | ----------------------------------- | ------------------------------------------- | ------ | ------ |
| S1     | 動物園駅   | 動物園站     | Taipei Zoo Station                  | ■文湖線 ■環状線（計画中） ■猫空ロープウェイ | 台北市 | 文山区 |
| S2     | 公館後駅   | 公館後站     | Gongguanhou Station                 |                                             | 新北市 | 深坑区 |
| S3     | 阿柔洋駅   | 阿柔洋站     | Arouyang Station                    |                                             | 新北市 | 深坑区 |
| S4     | 深坑駅     | 深坑站       | Shenkeng Station                    |                                             | 新北市 | 深坑区 |
| S5     | 深坑国中駅 | 深坑國中站   | Shenkeng Junior High School Station |                                             | 新北市 | 深坑区 |
| S6     | 烏月駅     | 烏月站       | Wuyue Station                       |                                             | 新北市 | 深坑区 |
| S7     | 楓子林駅   | 楓子林站     | Fengzilin Station                   |                                             | 新北市 | 石碇区 |

## 参考
- 台北捷運環状線
- 台北捷運文山線
- 台北捷運